# Nevaio Shotton
Il Nevaio Shotton è un vasto nevaio compreso tra i Monti Herbert e la Scarpata dei Pionieri a nord e i Monti Read a sud, nella Catena di Shackleton, nella Terra di Coats in Antartide.
Nel 1967 fu effettuata una ricognizione aerofotografica da parte degli aerei della U.S. Navy. 
Un'ispezione al suolo fu condotta dalla British Antarctic Survey (BAS) nel periodo 1968-71.
L'attuale denominazione fu assegnata nel 1971 dal Comitato britannico per i toponimi antartici (UK-APC), in onore del britannico Frederick William Shotton (1906–90), geologo del Quaternario inglese e professore di geologia all'Università di Birmingham nel periodo 1949-74.